# Óscar Pérez Cattáneo
Óscar Guillermo Pérez Cattáneo (4 novembre 1922 – 15 marzo 2002) è stato un cestista argentino.

## Carriera
Con l'Argentina ha preso parte alle Olimpiadi del 1948, disputando 4 partite.